# Hysterothylacium physiculi
Hysterothylacium physiculi is een rondwormensoort uit de familie van de Anisakidae. De wetenschappelijke naam van de soort is voor het eerst geldig gepubliceerd in 2000 door Moravec & Nagasawa.